# Авдюшино
Авдюшино — село в Тайшетском районе Иркутской области России. Входит в состав Тимирязевского муниципального образования.
Малая родина Героя Советского Союза И. П. Гореликова

## География
Находится  при автодороге 25Н-435, примерно в 20 км к западу от районного центра.
Улица одна — Гореликова, в честь земляка-героя И. П. Гореликова.

## Население
| 2002 | 2010 | 2011 | 2012 |
| ---- | ---- | ---- | ---- |
| 62   | ↘33  | →33  | ↘32  |

### Гендерный состав
По данным Всероссийской переписи, в 2010 году в селе проживали 33 человека (16 мужчин и 17 женщин).

## Известные уроженцы, жители
- Гореликов, Иван Павлович (1907—1975) — Герой Советского Союза.

## Инфраструктура
Личное подсобное хозяйство с зоной сельскохозяйственного использования, индивидуальная застройка усадебного типа.

## Транспорт
Деревня доступна автотранспортом.  